# Furness
Pour les articles homonymes, voir Furness (homonymie).

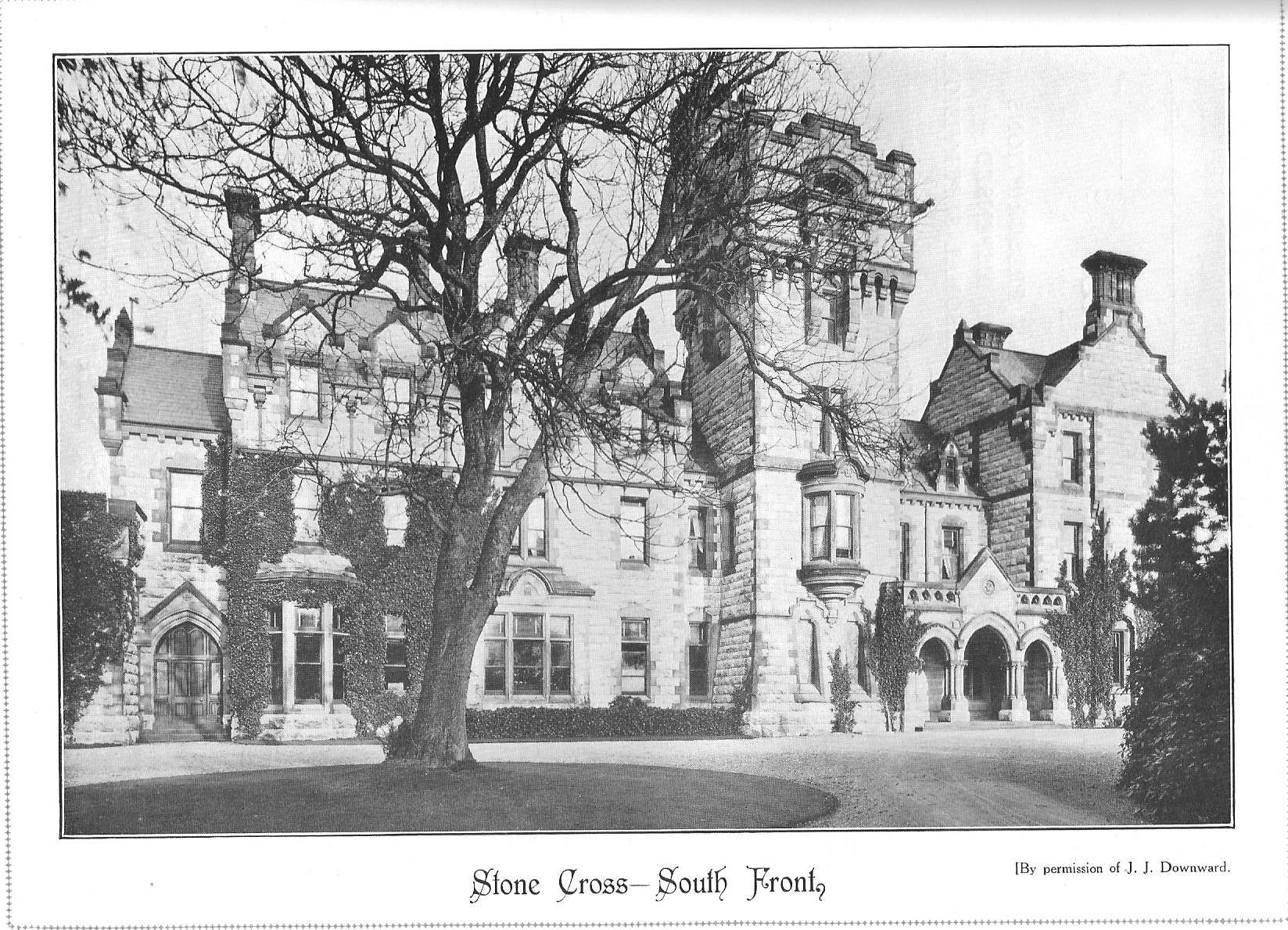
La Stone Cross Mansion située à Ulverston

Furness est une péninsule du sud de la Cumbria, en Angleterre. Au sens le plus large, elle couvre la totalité de North Lonsdale, la partie du Lonsdale Hundred (en) qui forme une exclave du comté historique du Lancashire.
La région est divisée en Bas Furness et Haut Furness. Le Bas Furness est la péninsule, quand le Haut Furness correspond à la partie nord de la région, qui faisait partie du North Lonsdale mais ne fait pas partie de la péninsule en elle-même. La région est en grande partie contenue dans le parc national de Lake District où l'on trouve les Furness Fells (en).
La ville de Barrow-in-Furness domine la région et regroupe les deux tiers de sa population. Les autres villes de la région sont Ulverston, Coniston, Broughton-in-Furness, Cartmel, Dalton-in-Furness et Askam and Ireleth. La population du Furness est d'environ 100 000 personnes.